# Förtroligheten
Förtroligheten är en svensk dramafilm från 2013 i regi av William Olsson. I rollerna ses bland andra Alba August, Johan Gry och Helena af Sandeberg.

## Om filmen
Inspelningen ägde rum i Göteborg efter ett manus av Angus MacLahlan. Filmen producerades av Charlotte Most, fotades av Vachan Sharma och Paul Blomgren Dovan och klipptes av Marie Söderpalm. Den premiärvisades 31 augusti 2013 på Göteborgs filmfestival och hade biopremiär 14 juni samma år.
Vid Shanghai International Film Festival 2013 fick filmen motta priset Grand Prix samt pris för "bästa foto" och "bästa manus".

## Handling
En flicka kommer springande in till sina föräldrar mitt i natten och hävdar att en man klättrat in genom fönstret till hennes rum. Det blir stort pådrag i villaområdet där de bor och några pekar genast ut en udda figur i närbutiken som den skyldige, medan andra tvivlar på flickans berättelse. Filmen skildrar också Paul som försöker hitta tillbaka till sin dotter Selinda som håller på att växa ifrån honom.

## Rollista
- Alba August – Selinda
- Johan Gry	– Paul Kindlund
- Helena af Sandeberg – Karin Kindlund
- Ingrid Lundgren – Astrid Kindlund
- Anton Baggeryd Singfjord – Markus Kindlund
- Anton Lundqvist – Sören Tillström
- Margareta Olsson – Elisabeth Tillström
- Johan Friberg	– Carl Nyström
- Karin Bergqvist – Victoria Nyström
- Julia Eek – Emelie Nyström
- Conny Vakare – Christoffer Sjöberg
- Carina Jingrot – Anna Sjöberg
- Sofia Rutberg	– Rebecca Sjöberg
- Björn Wahlberg – Fredrik Westermark
- Oliver Praetorius – Nicke Westermark
- Pelle Evertsson – Johan, Selindas pojkvän
- Michael Fradkin – Tobias, Rebeccas pojkvän
- Moa Myrén	– psykolog
- Mikael Forsberg – aktiemäklare
- Ylva Gallon – lärare
- Anna Widing – polis
- Anders Tolergård – präst

## Mottagande
Filmen fick ett blandat mottagande och har medelbetyget 2,6/5 på Kritiker.se, baserat på fjorton recensioner. Högst betyg fick den av Konstpretton, som gav den 4/5, och lägst av Göteborgs-Posten och Kommunalarbetaren (båda 1/5).